# Krajta vodní
Krajta vodní (Liasis mackloti) je had z čeledi hroznýšovitých.

## Popis
Menší druh hadů dorůstající do maximální délky 2 metrů (průměrně 120–160 cm). Má protáhlou štíhlou hlavu a nepříliš silné tělo. Zbarvení je jednoduché, hnědozelené nebo šedozelené, s drobnými tmavými skvrnami. Břišní strana je zpravidla žlutavá, popř. světle hnědavá. Na hlavě je nápadný široký nosní štítek se dvěma tepločivnými jamkami a světlé oči se svislými zřítelnicemi.

## Areál rozšíření
Tento menší druh se v několika poddruzích vyskytuje v Indonésii, v severní části Austrálie a na Nové Guineji. Několik endemických populací žije také na přilehlých ostrovech Suva, Timor, Wetar, v Malých Sundách a v Queenslandu.
V přírodě vyhledává spíše vlhčí oblasti, jako jsou vlhké lesy, povodí řek a bažiny (odtud její jméno), kde loví různé hlodavce a v křovinách také ptáky.

## Chov v zajetí
Terárium pro úspěšný chov volíme prostorné, s dostatečně velkou vodní nádrží, kterou tato krajta ráda vyhledává. Vhodné úkryty a dostatek větví k lezení by měly být samozřejmostí. Jako substrát můžeme použít třeba drcenou kůru, nebo směs Lignocelu či rašeliny s pískem. Vzhledem k biotopu který ve své domovině obývá, je důležité zachování dostatečné vlhkosti v teráriu, která by nikdy neměla klesat pod hranici 70 % relativní vlhkosti. V opačném případě svého chovance vystavíme nepříjemným potížím, jak respiračním, tak při svlékání staré pokožky. Terárium osvětlujeme po dobu 12 hodin denně, za současného vytápění. Teplotu udržujeme na 26–28 °C s tím, že pod vyhřívacím místem může být až 32 °C a na nejchladnějším místě 24–25 °C.

## Potrava
V přírodě loví různé hlodavce a ptáky v křovinách. V zajetí podáváme myši, potkany a kuřata.

## Rozmnožování
Přestože krajty rodu Liasis nepatří zrovna mezi nejběžnější chovance, přesto se je již daří v teráriích množit. Nejdůležitějším předpokladem pro stimulaci páření je asi navození tzv. zimního období, kdy snižujeme teplotu asi o 3–4 °C se současným zvýšením relativní vlhkosti v teráriu až téměř na 100 %. Někdy se doporučuje také podávání vitamínu A samicím (Broer 1982). Mláďata se líhnou po 70–90 dnech inkubace, za teploty kolem 30 °C a 100 % vlhkosti. Dvouletí jedinci jsou již schopni rozmnožování.